# Эджзаджибаши (женский волейбольный клуб)
«Эджзаджибаши» (тур. Eczacıbaşı) — турецкий женский волейбольный клуб из Стамбула.

## История
Спортивный клуб «Эджзаджибаши» был создан в 1966 году по инициативе Нежата Ферита Эджзаджибаши — турецкого бизнесмена, основателя крупного промышленного холдинга Eczacıbaşı, объединяющего компании по производству фармацевтических препаратов, косметики и строительной керамики. В структуру клуба изначально вошли мужская баскетбольная и две волейбольные команды, а также команда по настольному теннису. В настоящее время цвета клуба защищают только волейболистки, а его президентом с 1999 года является сын Нежата Эджзаджибаши Фарук.
В 1970 году «Эджзаджибаши» впервые выиграл чемпионат Стамбула и бронзовые медали чемпионата Турции. В 1973 году тренером «аптекарш» стал Дженгиз Гёллю. В первом же сезоне под его руководством «Эджзаджибаши» завоевал титул сильнейшей команды Турции, который положил начало рекордной серии из 17 выигранных национальных чемпионатов подряд.
В 1974 году «аптекарши» начали выступления в Кубке европейских чемпионов. Три года подряд команде не удавалось преодолеть барьер 1/8 финала, затем дважды турчанки проигрывали четвертьфинальные серии, а в сезоне-1979/80 пробились в финальную группу. В Праге подопечные Дженгиза Гёллю проиграли будапештскому НИМу и пражской «Руде Гвезде», в последний игровой день победили «Динамо» из Тираны и при равенстве основных турнирных показателей с тремя командами благодаря лучшему соотношению очков поднялись на второе место. В составе коллектива, ставшего первым в истории Турции призёром самого престижного Кубка, выступали Нурдан Айчелик, Арзу Багдатлыоглу, Сибель Белеке, Лилия Венкова, Мерал Калфаоглу, Виолет Костанда, Хюлья Одабаши, Мерал Оздемир, Сельджан Теоман, Айлин Устюндаг (капитан команды), Чигдем Эрман и Хюлья Эрчин.
В 1984 году «Эджзаджибаши» снова пробился в четвёрку сильнейших команд Кубка европейских чемпионов, но на финальном этапе в Мюнхене не сумел одержать ни одной победы. В сезоне-1992/93 команда стала финалистом Кубка Европейской конфедерации волейбола, после чего её покинул отработавший 20 лет в должности главного тренера Дженгиз Гёллю. В следующем сезоне «Эджзаджибаши» под руководством Владимира Кузюткина после пятилетнего перерыва вернулся на вершину чемпионата Турции и в дальнейшем оставался одним из ведущих клубов страны. Лишь в 1997 году, когда российский специалист перешёл в «Гюнеш Сигорту», «Эджзаджибаши» оказался за чертой призёров национального первенства.
Новые крупные успехи команды были связаны с именем Гёкхана Эдмана. В сезоне-1998/99 под его руководством «аптекарши» завоевали Кубок Кубков, а кроме того, выиграли национальные чемпионат и Кубок, потерпев в 46 матчах сезона только одно поражение. Цвета команды защищали турецкие волейболистки Бану Бойтюзюн, Дилек Гирпан, Чигдем Джан Расна, Эсра Дюзйол, Айджан Гёкберк, Арзу Гёллю, Озлем Озчелик, Седа Улаш, Бурджу Хакъемез, Дениз Хакъемез и трио легионеров — болгарка Валя Иванова, россиянка Ирина Ильченко и игрок сборной Азербайджана Елена Шабовта. По итогам года олимпийская чемпионка Сеула-1988 Ирина Ильченко стала одним из лауреатов традиционного опроса газеты Zaman в номинации «Лучший иностранный спортсмен». В следующем сезоне «Эджзаджибаши», усилившийся ещё и Евгенией Артамоновой, вновь полностью доминировал в национальных турнирах, а своё единственное (в 48 матчах) поражение потерпел от «Уралочки» в полуфинале Кубка европейских чемпионов, который, как и решающие поединки прошлогоднего Кубка Кубков, проходил в Бурсе.
Летом 2000 года Гёкхана Эдмана на посту главного тренера «Эджзаджибаши» сменил Михаил Омельченко, а самым заметным трансферным событием стало подписание контракта с одним из лидеров сборной России — Любовью Шашковой. Также начала выступления за «аптекарш» россиянка с турецким паспортом Наталья Ханикоглу. По итогам «Финала четырёх» Лиги чемпионов, проходившем в Нижнем Тагиле, стамбульская команда заняла 4-е место, проиграв в полуфинале новому клубу Артамоновой — итальянской «Реджо-Калабрии», а в споре за бронзу — «Уралочке». Перед началом следующего сезона Омельченко у руля команды сменил поляк Анджей Немчик, вместо Шашковой была приглашена другая звёздная российская нападающая — Елена Година, также пополнила состав её соотечественница, связующая Татьяна Грачёва. Третий подряд выход в «Финала четырёх» главного еврокубка, который на сей раз проходил на стамбульской арене, снова не увенчался для «Эджзаджибаши» завоеванием медалей, в связи с чем Немчик был отправлен в отставку.
В сезоне-2002/03, оставшись без легионерок, «Эджзаджибаши» под руководством Мехмета Беденстлиоглу в пятый раз подряд сделал «золотой дубль», выиграв чемпионат и Кубок Турции, но в Лиге чемпионов команда выступила крайне неудачно, потерпев поражения во всех шести матчах группового этапа. В сентябре 2003 года центральные блокирующие Чигдем Расна и Озлем Озчелик, на протяжении многих лет бывшая капитаном «Эджзаджибаши», нападающая Наталья Ханикоглу, связующие Бахар Мерт и Месуде Куян добились исторического достижения со сборной Турции, впервые завоевавшей серебро чемпионата Европы. В финале континентального первенства турчанки проиграли сборной Польши, руководимой бывшим тренером «Эджзаджибаши» Анджеем Немчиком.
После 2004 года «аптекарш» возглавлял бразилец Марко Аурелио Мотта, затем с командой работали итальянские специалисты Джузеппе Куккарини (в 2007—2010) и Лоренцо Мичелли (в 2010—2014). При комплектовании состава стамбульский клуб основную ставку делал на турецких волейболисток, усиливая отдельные позиции иностранками. Несколько сезонов за «Эджзаджибаши» провели американка Нэнси Метколф, итальянка кубинского происхождения Мирка Франсия, сербка Весна Джуричич, хорватки Майя Поляк и Сенна Юшич. В сезоне-2009/10 цвета турецкого клуба защищала чемпионка мира Мария Борисенко, а в сезоне-2012/13 — ранее уже выступавшая за «Эджзаджибаши» Любовь Соколова. В 2009 и 2014 годах команда выходила в «Финалы четырёх» Лиги чемпионов, но в обоих случаях оставалась вне пьедестала.

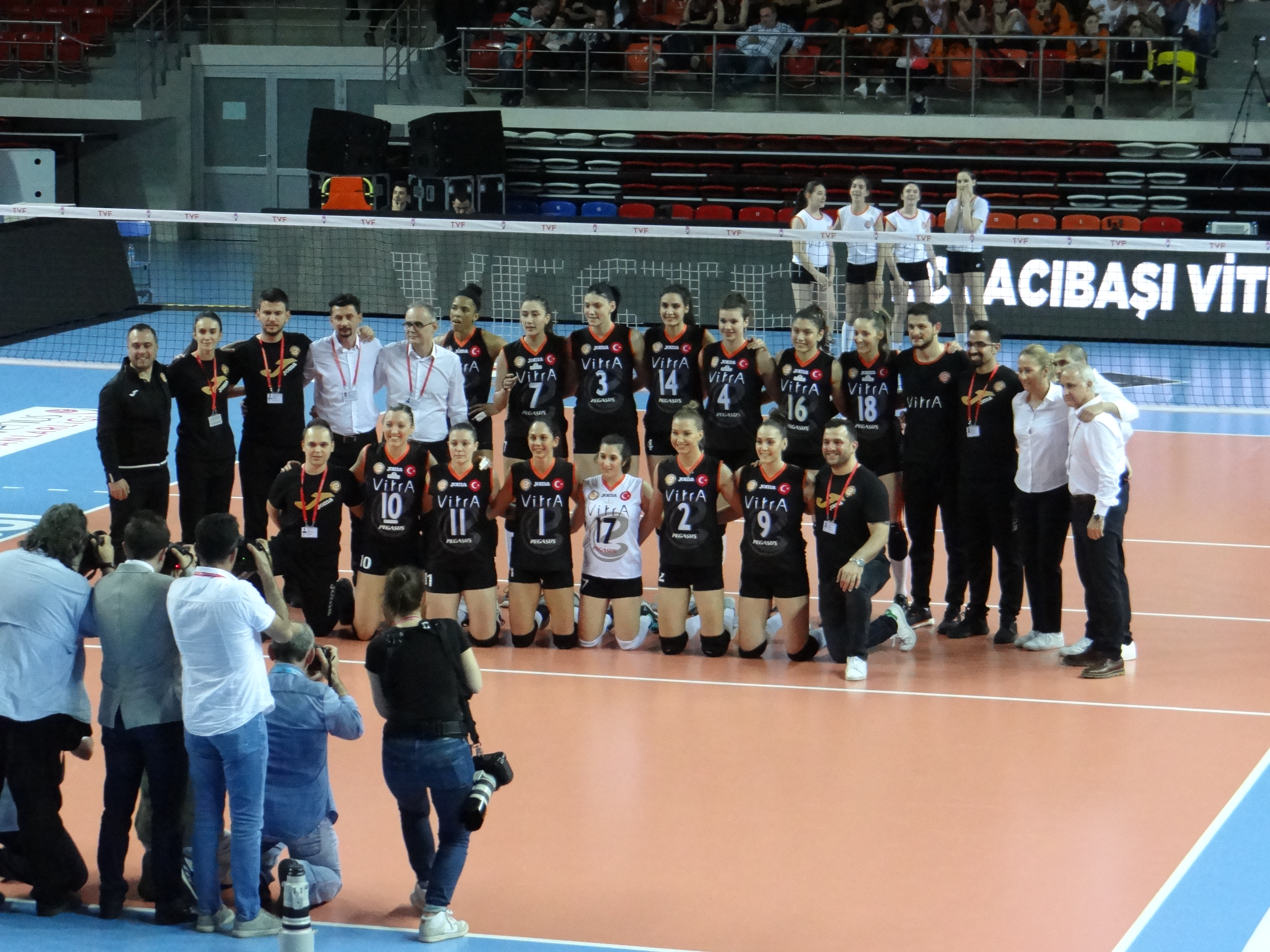
26 апреля 2018 года. Стамбул. «Эджзаджибаши» — серебряный призёр чемпионата Турции

В мае 2014 года главным тренером «Эджзаджибаши» стал бывший наставник сборной России Джованни Капрара, а состав команды усилили доигровщица сборной США Джордан Ларсон, самый результативный игрок Кубка мира 2011 года доминиканка Бетания де ла Крус, немецкая центральная Кристиана Фюрст, а также игроки национальной сборной Турции связующая Нилай Оздемир и нападающая Гёзде Йылмаз. Продолжили выступления за «аптекарш» давно знакомые их болельщикам Неслихан Демир, Бюшра Джансу, Эсра Гюмюш, Гюльден Кузубашиоглу (Каялар), Асуман Каракоюн и Майя Поляк. В апреле 2015 года «Эджзаджибаши» впервые в своей истории выиграл Лигу чемпионов, решающие поединки которой проходили в Щецине. В полуфинальном стамбульском дерби подопечные Джованни Капрары оказались сильнее «Вакыфбанка», взяв у «банкирш» реванш за поражение в аналогичной встрече прошлогоднего турнира, а в матче за золото со счётом 3:0 обыграли итальянский «Бусто-Арсицио». Индивидуальных призов были удостоены Бетания де ла Крус, Майя Поляк, Гюльден Кузубашиоглу и Кристиана Фюрст. Спустя месяц после победы в главном еврокубке «Эджзаджибаши» стал обладателем золота клубного чемпионата мира, проходившего в Цюрихе. Начав с неожиданного поражения от японского «Хисамицу Спрингс», подопечные Капрары смогли выйти из группы благодаря победе над обладателем Кубка ЕКВ «Динамо» (Краснодар), затем в полуфинале обыграли хозяек из «Волеро», а в финальном матче вновь взяли верх над краснодарками — 3:1. Самым ценным игроком обоих международных турниров была признана Джордан Ларсон, в прошлом сезоне побеждавшая в них с российским клубом «Динамо-Казань».
Летом 2015 года главные изменения в «Эджзаджибаши» коснулись линии нападающих: команду пополнили кубинка с российским паспортом Росир Кальдерон Диас, сербка Тияна Бошкович и Нериман Озсой, заменившие Бетанию де ла Крус, Эсру Гюмюш и Гёзде Йылмаз. В сезоне-2015/16 команда досрочно сложила с себя полномочия победителя Лиги чемпионов, проиграв в матчах «раунда двенадцати» «Вакыфбанку», а в национальном чемпионате третий раз подряд стала бронзовым призёром. В мае 2016 года Джованни Капрару сменил другой итальянский тренер — Массимо Барболини.
В сезоне-2016/17 команда, в состав которой вошли сербская связующая Майя Огненович, российская доигровщица Татьяна Кошелева, бразильская блокирующая Таиса, вновь выиграла клубный чемпионат мира, заняла 3-е место в Лиге чемпионов, но впервые за последние 20 лет оказалась за чертой призёров во внутреннем чемпионате. Следствием не слишком успешного выступления стала очередная смена тренера, и в мае 2017 года «Эджзаджибаши» принял ранее уже работавший с этой командой бразильский специалист Марко Аурелио Мотта. Под его руководством «аптекарши» в апреле 2018 года завоевали Кубок Европейской конфедерации волейбола, взяв верх в финальных матчах над «Минчанкой».
Перед началом сезона-2018/19 состав «Эджзаджибаши» усилила лидер сборной Южной Кореи Ким Ён Кун. Стамбульская команда после 9-летнего перерыва выиграла Кубок Турции, но в Лиге чемпионов дошла только до 1/4 финала, а в финальной серии национального первенства, как и годом ранее, с результатом 2—3 уступила «Вакыфбанку». В следующем сезоне все соревнования были недоиграны из-за пандемии COVID-19. В апреле 2021 года команду возглавил местный тренер Ферхат Акбаш. Под его руководством «Эджзаджибаши» в марте 2022 года второй раз в истории стал победителем Кубка Европейской конфедерации волейбола, взяв верх в финальных матчах над немецкой командой «Альянц» (Штутгарт).

## Достижения
- Чемпион Турции (28) — 1973, 1974, 1975, 1976, 1977, 1978, 1979, 1980, 1981, 1982, 1983, 1983/84, 1984/85, 1985/86, 1986/87, 1987/88, 1988/89, 1993/94, 1994/95, 1998/99, 1999/00, 2000/01, 2001/02, 2002/03, 2005/06, 2006/07, 2007/08, 2011/12.
- Вице-чемпион Турции (11) — 1972, 1989/90, 1990/91, 1992/93, 1997/98, 2008/09, 2012/13, 2017/18, 2018/19, 2022/23, 2023/24.
- Бронзовый призёр чемпионата Турции (13) — 1970, 1971, 1991/92, 1995/96, 2003/04, 2004/05, 2009/10, 2010/11, 2013/14, 2014/15, 2015/16, 2021/22, 2024/25.
- Чемпион Стамбула (11) — 1969/70, 1973/74, 1974/75, 1975/76, 1976/77, 1978/79, 1979/80, 1980/81, 1981/82, 1982/83, 1983/84.
- Обладатель Кубка Турции (9) — 1998/99, 1999/00, 2000/01, 2001/02, 2002/03, 2008/09, 2010/11, 2011/12, 2018/19.
- Финалист Кубка Турции (6) — 1997/98, 2012/13, 2017/18, 2020/21, 2023/24, 2024/25.
- Обладатель Суперкубка Турции (5) — 2011, 2012, 2018, 2019, 2020.
- Победитель Лиги чемпионов (1) — 2014/15.
- Обладатель Кубка Кубков (1) — 1998/99.
- Обладатель Кубка Европейской конфедерации волейбола (2) — 2017/18, 2021/22.
- Победитель клубного чемпионата мира (3) — 2015, 2016, 2023.
- Серебряный призёр Кубка европейских чемпионов — 1979/80, Лиги чемпионов — 2022/23, Кубка CEV — 1992/93, клубного чемпионата мира — 2019.
- Бронзовый призёр Кубка европейских чемпионов — 1999/00, Лиги чемпионов — 2016/17, Кубка топ-команд — 2004/05, клубного чемпионата мира — 2018, 2022.

## Состав в сезоне-2024/25
| 11                            | Наз Айдемир-Акйол | 1990 | 186 | Турция |
| 12                            | Элиф Шахин        | 2001 | 189 | Турция |
| Диагональные                  |                   |      |     |        |
| 3                             | Тияна Бошкович    | 1997 | 194 | Сербия |
| 16                            | Анна Николетти    | 1996 | 189 | Италия |
| Доигровщицы                   |                   |      |     |        |
| 7                             | Ханде Баладын     | 1997 | 190 | Турция |
| 9                             | Алекса Грей       | 1994 | 185 | Канада |
| 10                            | Япрак Эркек       | 2001 | 182 | Турция |
| 22                            | Катрин Пламмер    | 1998 | 201 | США    |
| Центральные блокирующие       |                   |      |     |        |
| 4                             | Бейза Арыджи      | 1995 | 193 | Турция |
| 8                             | Шинед Джек-Кысал  | 1993 | 198 | Турция |
| 14                            | Дана Реттке       | 1999 | 204 | США    |
| 15                            | Йована Стеванович | 1992 | 192 | Сербия |
| Либеро                        |                   |      |     |        |
| 1                             | Туна Айбюке Озель | 2002 | 162 | Турция |
| 2                             | Симге-Шебнем Акёз | 1991 | 168 | Турция |
| Главный тренер — Ферхат Акбаш |                   |      |     |        |

## Арена
Домашняя арена команды Eczacıbaşı Spor Salonu вмещает 1000 зрителей. Матчи еврокубков «Эджзаджибаши» наряду с другими турецким командами проводит в более крупном зале Burhan Felek Voleybol Salonu, рассчитанном на 7500 зрителей.